# Ben Ogden
Benjamin „Ben“ Ogden (* 13. Februar 2000 in Lebanon, New Hampshire) ist ein US-amerikanischer Skilangläufer.

## Werdegang
Ogden startete im Januar 2016 in Houghton erstmals bei der US Super Tour und errang dabei den 92. Platz im Sprint und den 84. Platz über 15 km klassisch. Bei den Nordischen Junioren-Skiweltmeisterschaften 2018 in Goms holte er die Silbermedaille mit der Staffel. Zudem lief er dort auf den 18. Platz im Skiathlon und auf den siebten Rang über 10 km klassisch. Im folgenden Jahr gewann er bei den Nordischen Junioren-Skiweltmeisterschaften 2019 in Lahti die Goldmedaille mit der Staffel und wurde dort zudem Zehnter im 30-km-Massenstartrennen und Achter im Sprint. Sein Debüt im Weltcup hatte er im März 2019 beim Weltcupfinale in Quebec. Dort nahm er an drei Rennen teil, die er alle auf Platzierungen außerhalb der Punkteränge beendete. Bei den Nordischen Junioren-Skiweltmeisterschaften 2020 in Oberwiesenthal holte er mit der Staffel erneut die Goldmedaille und wurde Neunter über 10 km klassisch und Sechster im Sprint. In der Saison 2020/21 belegte er bei den U23-Weltmeisterschaften 2021 in Vuokatti den 33. Platz über 15 km Freistil und den 11. Rang im Sprint und bei den nordischen Skiweltmeisterschaften 2021 in Oberstdorf den 45. Platz im Skiathlon und den 17. Rang im Sprint. In der folgenden Saison kam er fünfmal in die Punkteränge und errang damit den 57. Platz im Gesamtweltcup und den 30. Platz im Sprintweltcup. Beim Saisonhöhepunkt, den Olympischen Winterspielen 2022 in Peking, belegte er den 42. Platz über 15 km klassisch, den 12. Rang im Sprint sowie den neunten Platz zusammen mit James Clinton Schoonmaker im Teamsprint.

## Teilnahmen an Weltmeisterschaften und Olympischen Winterspielen

### Olympische Spiele
- 2022 Peking: 9. Platz Teamsprint klassisch, 12. Platz Sprint Freistil, 42. Platz 15 km klassisch

### Nordische Skiweltmeisterschaften
- 2021 Oberstdorf: 17. Platz Sprint klassisch, 45. Platz 30 km Skiathlon
- 2023 Planica: 7. Platz Staffel, 10. Platz Teamsprint Freistil, 26. Platz Sprint klassisch, 27. Platz 15 km Freistil
- 2025 Trondheim: 7. Platz Staffel, 12. Platz Sprint Freistil, 47. Platz 10 km klassisch

## Siege bei Continental-Cup-Rennen
| Nr. | Datum         | Ort         | Disziplin       | Serie         |
| --- | ------------- | ----------- | --------------- | ------------- |
| 1.  | 28. März 2025 | Lake Placid | Sprint Freistil | US Super Tour |

## Platzierungen im Weltcup

### Weltcup-Statistik
Die Tabelle zeigt die erreichten Platzierungen im Einzelnen.
- 1.–3. Platz: Anzahl der Podiumsplatzierungen
- Top 10: Anzahl der Platzierungen unter den ersten zehn
- Punkteränge: Anzahl der Platzierungen innerhalb der Punkteränge
- Starts: Anzahl gelaufener Rennen in der jeweiligen Disziplin
- Hinweis: Bei den Distanzrennen erfolgt die Einordnung gemäß FIS.

| Platzierung               | Distanzrennen a | Distanzrennen a | Distanzrennen a | Distanzrennen a | Distanzrennen a | Skiathlon Verfolgung | Sprint | Etappen- rennen b | Gesamt | Team   | Team    |
| Platzierung               | ≤ 5 km          | ≤ 10 km         | ≤ 15 km         | ≤ 30 km         | > 30 km         | Skiathlon Verfolgung | Sprint | Etappen- rennen b | Gesamt | Sprint | Staffel |
| ------------------------- | --------------- | --------------- | --------------- | --------------- | --------------- | -------------------- | ------ | ----------------- | ------ | ------ | ------- |
| 1. Platz                  |                 |                 |                 |                 |                 |                      |        |                   |        |        |         |
| 2. Platz                  |                 |                 |                 |                 |                 |                      |        |                   |        |        |         |
| 3. Platz                  |                 | 1               |                 |                 |                 |                      | 1      |                   | 2      |        |         |
| Top 10                    |                 | 4               |                 | 1               |                 |                      | 11     |                   | 16     | 2      | 4       |
| Punkteränge               |                 | 17              | 2               | 9               | 1               | 7                    | 34     | 2                 | 72     | 2      | 6       |
| Starts                    |                 | 17              | 10              | 10              | 1               | 11                   | 36     | 3                 | 88     | 2      | 7       |
| Stand: Saisonende 2024/25 |                 |                 |                 |                 |                 |                      |        |                   |        |        |         |

### Weltcup-Gesamtplatzierungen
| Saison  | Gesamt | Gesamt | Distanz | Distanz | Sprint | Sprint |
| Saison  | Punkte | Platz  | Punkte  | Platz   | Punkte | Platz  |
| ------- | ------ | ------ | ------- | ------- | ------ | ------ |
| 2021/22 | 78     | 57.    | 7       | 57.     | 71     | 30.    |
| 2022/23 | 1118   | 8.     | 317     | 26.     | 633    | 10.    |
| 2023/24 | 686    | 32.    | 210     | 46.     | 476    | 15.    |
| 2024/25 | 1087   | 10.    | 387     | 22.     | 544    | 7.     |